# Arsacio Vanegas
Arsacio "Kid" Vanegas Arroyo (1922 - 2001) fue un luchador profesional mexicano. El abuelo de Arsacio, Antonio Vanegas Arroyo, fue editor del grabador José Guadalupe Posada además de conocer al libertador José Martí e imprimir la publicidad de los independentistas cubanos. El Kid Vanegas se encargó de la preparación física de los rebeldes del Granma, dando cobijo junto a sus hermanas Irma y Joaquina Vanegas Arroyo, en su propia casa a varios en combatientes. Personajes como Fidel Castro, Raúl Castro, y El Che siguieron las instrucciones del Kid Vanegas en la avenida Insurgentes o en el cerro del Tepeyac o remando en el lago de Chapultepec, junto a algunos niños de ellos, destacando el “Api” Antonio Benjamin Vanegas a quien se subían en hombros los guerrilleros para subir el cerro de Chiquihuite por los rumbos de Lindavista.
Murió en septiembre de 2001, conservando una de las camisas de Fidel y la mochila que utilizaba El Che en sus caminatas por el Volcán Popocatépetl. Donó a Cuba los catres donde durmieron y una máquina de coser donde se bordaron las charreteras de sus uniformes. A su muerte, Fidel Castro envió una carta y un arreglo floral con la leyenda: 

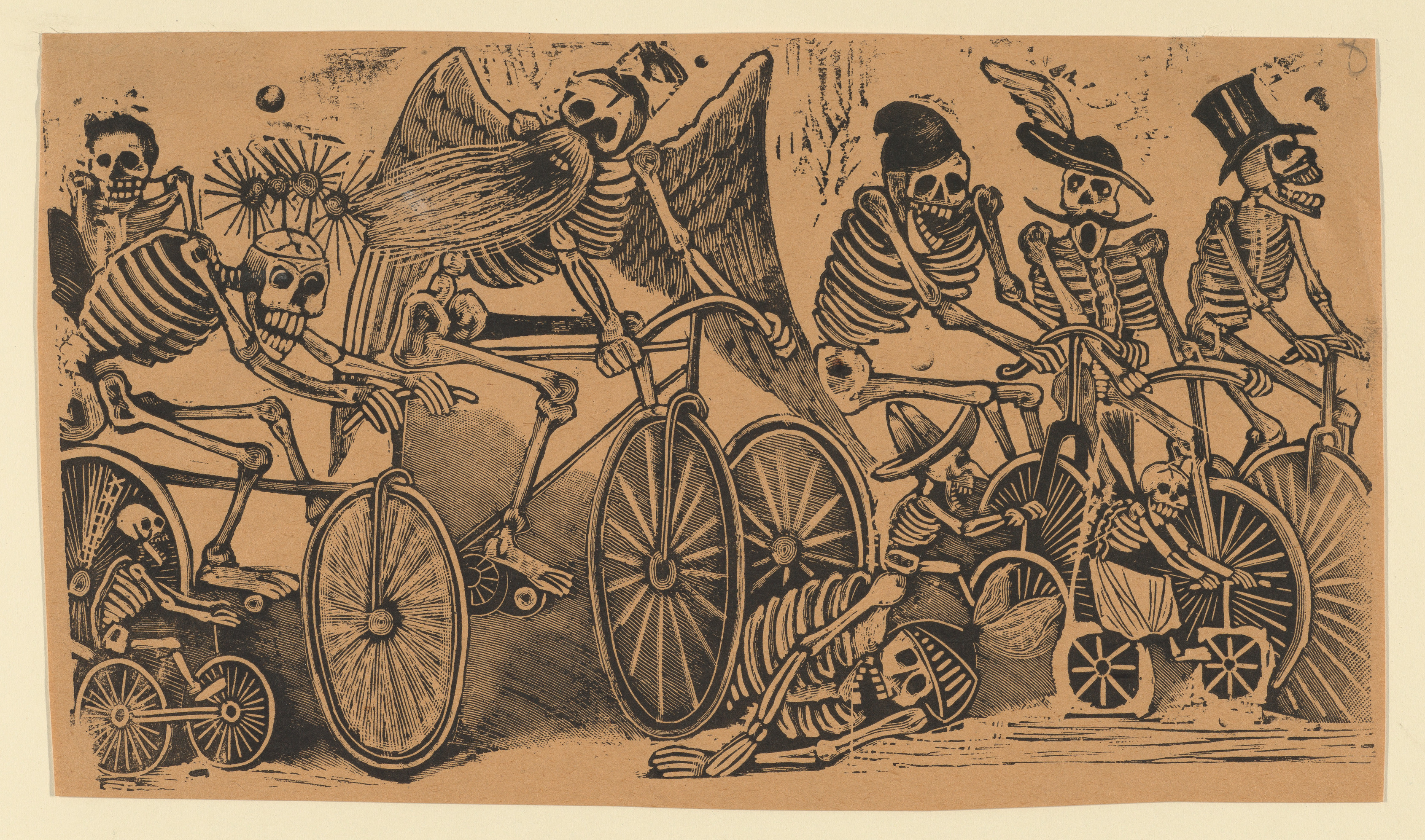
Grabado de José Guadalupe Posada en cuyo taller estuvo el abuelo de Vanegas

Arsacio Vanegas Arroyo, amigo verdadero y leal. Comandante en jefe Fidel Castro Ruz; A Arsacio Vanegas. General del Ejército Raúl Castro Ruz Ministro F.A.R Cuba, y Arsacio Vanegas de sus compañeros del yate Granma.

## La Carta
República de Cuba, Presidente del Consejo de Estado y de Gobierno. 
La Habana, 27 de septiembre de 2001. 
A los familiares de Arsacio Vanegas Arroyo. 
México, D.F.

"He conocido con profundo pesar la noticia del fallecimiento de Arsacio Vanegas, y deseo hacerles llegar mi más sincero sentimiento de condolencia. Vanegas fue un firme y leal colaborador del grupo de revolucionarios cubanos que en México nos dimos a la difícil tarea de preparar la etapa definitiva de la lucha por la libertad de nuestra patria. Los múltiples y muy valiosos servicios que, con el más absoluto desinterés y con plena identificación con la causa de la Revolución Cubana, prestó durante los largos meses de preparación de la expedición del Granma, lo hicieron acreedor de nuestra perenne gratitud y del reconocimiento de todo el pueblo cubano, que siempre lo consideró como uno de sus hijos y como otro de sus combatientes. Reciban ustedes el testimonio de mi más sentida pena y mi mayor aprecio." 